# Comephorus
Comephorus is een geslacht van straalvinnige vissen uit de familie van de Baikaldonderpadden (Comephoridae).

## Soorten
- Comephorus baikalensis (Pallas, 1776)
- Comephorus dybowskii Korotneff, 1904